# Charles Alfred de Janzé
Le baron Charles Alfred de Janzé, né le 15 août 1822 à Paris et mort le 26 avril 1892 à Paris, est un homme politique français.

## Biographie
Charles Alfred de Janzé est le fils de  Hippolyte, baron de Janzé, capitaine au régiment de chasseurs à cheval du Morbihan, collectionneur d'art, et de Clémentine Richard d'Aubigny. Marié à Marie Louise Vautier, il est le beau-père du baron Albéric Le Lasseur (père de Denyse Le Lasseur), de Jean de Dampierre et de Joseph de Gratet du Bouchage. 
S'occupant d'agronomie et d'économie politique, il est conseiller général du canton de Loudéac en 1864.
Il est élu député des Côtes-du-Nord de 1863 à 1869, puis de 1871 à 1876, de 1878 à 1881 et de 1882 à 1885. 
Candidat officiel en 1863, il fait preuve d'une grande indépendance d'esprit, attaquant vigoureusement les compagnie de chemin de fer. Il perd son statut de candidat officiel en 1869 et est battu. 
Il retrouve un siège de député le 2 juillet 1871, lors des élections complémentaires. Il siège alors au centre-gauche, soutenant Thiers. 
Il échoue aux sénatoriales de 1876 et ne se représente pas aux législatives la même année.
Candidat républicain en 1877, il est battu mais l'élection ayant été invalidée, il est élu lors de l'élection partielle en 1878. 
À nouveau battu en 1881, il profite de l'invalidation de son adversaire pour retrouver son siège en 1882. 
En 1883, il permet la création de la commune des Forges par le démembrement d'une partie de celle de Lanouée.
Pendant ses différents mandats, il se montre toujours très critique sur les compagnies de chemin de fer et leurs pratiques. Il est remarqué pour son opposition aux grandes compagnies : il dépose une proposition relative à la nationalisation de l'ensemble des concessions de la compagnie des chemins de fer de l'Est.
Lors de la discussion sur l'état de siège en décembre 1875, il fait adopter un amendement qui enlevait à l'administration le droit d'interdire la vente des journaux sur la voie publique.

## Publications
- Lesurque, nécessité de réviser son procès
- Les Finances et le monopole du tabac
- La Transformation de Paris, causes du renchérissement de la vie dans la capitale
- Dix millions d'économie par la suppression des receveurs généraux
- D'un Impôt sur les valeurs mobilières